# Torre Begura
La Torre Begura, o Torre Bagura, és un mas fortificat a la plana entre la vila de Torroella de Montgrí i l'Estartit (Baix Empordà), al vessant sud del Montgrí, en un petit turó, abans anomenat Puig Padrell. S'hi pot arribar a partir del trencant cap al sud en el km 2 de la carretera Gi-641. L'edifici fou construït sobre una antiga vila romana a uns 6 msnm proper al Camp de la Gruta i en la plana d'inundació natural del Ter. Perduda la funció defensiva que tenia en el seu origen, ha quedat integrada a la masia. El 1949 rebé la protecció com a Bé Cultural d'Interès Nacional per decret del Govern d'Espanya.

## Arquitectura
La torre Bagura és un element de planta quadrada, amb base lleugerament atalussada. Hi ha escasses obertures, allindanades en general. Es conserven quatre matacans, un a cada una de les cares, diverses espitlleres i, als angles de la part superior, 4 gàrgoles. Té una alçària de 22 metres, i presenta carreus ben escairats als angles, mentre que la resta és de paredat. A l'interior hi ha quatre pisos de diferents alçàries, amb petits forats per a fer-hi passa escales de mà. Avui dia, perduda la utilitat defensiva de la torre, l'accés a la torre es fa des de l'interior de la masia, a la qual es troba annexa. Al nivell del primer pis hi ha el portal d'entrada, d'arc de mig punt, amb la inscripció "Catherina Bagura me fecit. 1561" a la dovella central.

## Història
El 1466 Matheu Bagur, un pagès de Fontclara, va comprar a Ramon Serra el mas d'en Serra i diverses peces de terra. Els seus hereus van anar comprant més terrenys de la zona. El 1515, en una talla de la Universitat (municipi) de Torroella de Montgrí, apareix citada com el mas de Miquel Bagur.
La torre de defensa va ser construïda el 1561 per Caterina Bagura, nascuda a Ullà, el seu nom de soltera era Caterina Padrola i en casar-se el 1516 amb Antoni Bagur, va prendre el cognom del seu marit, feminitzat Bagura, que va donar nom a la masia.
La torre, de base quadrada, va ser construïda per defensar-se dels atacs dels pirates otomans i berberiscos.
Un estudi dut a terme constata que la producció agrícola de la finca era centrada, a la segona meitat del segle xviii, en el blat i especialment l'arròs que predomina en aquesta explotació en nombre de quarteres conreades pel que cada cinc anys els camps eren inundats per a dur-hi a terme aquest conreu. Pel que fa a la producció agrícola destinada a alimentar bestiar era testimonial i desplaçada, quan convenia, per l'arròs, cosa que segons l'autor, constata la inexistència de bestiar estabulat, tanmateix no descarta l'ús de les planes no cultivades per a la pastura d'animals (cavalls i vaques)
A finals del segle xviii i durant el segle XIX, les terres del mas tenien una extensió de 200 vessanes (unes 44 hectàrees). El 1894 Joaquim de Carles i Mendoza la va vendre al seu gendre Robert Robert i Surís, marquès de Robert, que a inicis del segle xx va construir masos nous (Mas les Heures, Mas Noguers, Mas Llimoners, entre d'altres), amb menor superfície de terra, que van ser treballats per masovers.